# زينب بنت إسحاق النفزاوية
زينب بنت إسحاق النفزاوية (؟-464 ه‍، ؟-1072 م)، هي إحدى أشهر النساء الأمازيغيات خلال عصر الإمبراطورية المرابطية، إذ لعبت دورًا كبيرًا في إرساء وتثبيت دعائم دولة المرابطين بالغرب الإسلامي وكان لها الفضل في كتابات العديد من مؤرخي عصرها. قال عنها ابن خلدون: «كانت إحدى نساء العالم المشهورات بالجمال والرئاسة». وهي من قبيلة نفزاوة من بربر الأمازيغ القاطنة بطرابلس الغرب.

## حياتها

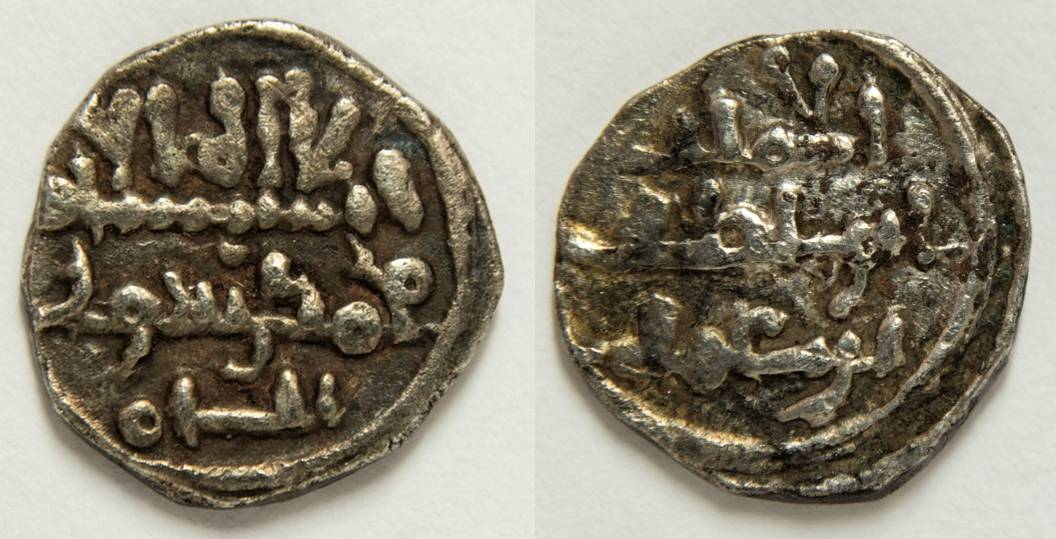
عملة معدنية في عهد الأمير عمر بن أبي بكر.

هاجرت زينب من نفزاوة إلى مدينة أغمات بصحبة والدها التاجر إسحاق الهواري الذي ينتمي إلى قبيلة هوارة الأمازيغية فرارًا من بني هلال الذين الذين طردوا من صعيد مصر إبان الحكم الفاطمي واستوطنت المدينة مع أبيها وكانت مسكنا لها حتى شيدت مدينة مراكش في عام (464هـ/ 1072م).
تعد زينب من أشهر النساء التي ذاع صيتها بين القبائل لدرجة أن شيوخ ورؤساء هذه القبائل تنافسوا وتبارزوا على الزواج منها بسبب جمالها الذي فاق الوصف على حد تعبير مؤرخي عصرها. كانت زينب ترفض الزواج إذ كانت ترى نفسها في مكانة لا ينافسها فيها أحد ومما يفسر رفضها هو أصرارها على الزواج من حاكم بلاد المغرب بأسرها.
وبسبب رفضها المتكرر للزواج وصفها البعض بالكهانة والحماقة وخاصة بعد أن ذكرت بأنها لن تتزوج سوى من يحكم المغرب بأسره، في حين وجد آخرون هذا الأمر فرصة لاتهامها بمعرفة الغيب والتنبأ بالمستقبل وقالوا أنها على صلة بالجن والغيبيات التي هي من أعمال السحر والشعوذة.

## زواجها
تلقب بزوجة الملوك كانت في ما سبق زوجة لأحد حكام أغمات الذين يختارون سنويا، ثم أصبحت من بعده زوجة لأمير أغمات لقوط المغراوي، ويقال إنها تزوجت بالأمير أبي بكر بن عمر فشرع في تشييد مراكش لتقيم بها وبعد أن طلقها، تزوجها يوسف بن تاشفين الذي يعتبر المؤسس الفعلي لمدينة مراكش.
وهكذا فإن زينب النفزاوية كانت وراء تحفيز بناء المدينة سواء عند وضع أسسها الأولى في عام 461هـ أو استكمالها بدءا من عام 463هـ على يدي زوجها الجديد يوسف بن تاشفين. وحسب روايات المؤرخين فإن هذه السيدة كانت امرأة طموحة لبيبة ذات رأي وحزم لا ترضى من الرجال إلا بذوي الهمم من الملوك وكان يقال لها الساحرة أو الكاهنة.
وورد في كتاب الاستقصا لأخبار دول المغرب الأقصى للشيخ أبو العباس أحمد بن خالد الناصري:
كان الأمير أبو بكر بن عمر اللمتوني قد تزوج زينب بنت اسحق النفزاوية وكانت بارعة الجمال والحسن وكانت مع ذلك حازمة لبيبة ذات عقل رصين ورأي متين ومعرفة بإدارة الأمور حتى كان يقال لها الساحرة، فأقام الأمير أبو بكر عندها بأغمات نحو ثلاثة أشهر، ثم ورد عليه رسول من بلاد القبلة فأخبره باختلال أمر الصحراء، ووقوع الخلاف بين أهلها.
وكان الأمير أبو بكر رجلا متورعا فعظم عليه أن يقتل المسلمون بعضهم بعضا، وهو قادر على كفهم، ولم ير أنه في سعة من ذلك وهو متولى أمرهم ومسؤول عنهم، فعزم على الخروج إلى بلاد الصحراء ليصلح امرها، ويقيم رسم الجهاد بها. ولما عزم على السفر طلق امرأته زينب وقال لها عند فراقه إياها : يازينب إني ذاهب إلى الصحراء وأنت امرأة جميلة بضة لا طاقة لك على حرارتها وإني مطلقك، فاذا انقضت عدتك فانكحي ابن عمي يوسف بن تاشفين فهو خليفتي على بلاد المغرب. فطلقها، ثم سافر عن أغمات وجعل طريقه على بلاد تادلا، حتى أتى سجلماسة فدخلها وأقام بها أياما حتى أصلح أحوالها ثم سافر إلى الصحراء.
وكان يوسف بن تاشفين قد استفحل أمره أيضا بالمغرب، واستولى على أكثر بلاده. فلما سمع الأمير أبو بكر بن عمر بما آل إليه أمر يوسف ابن تاشفين وما منحه الله من النصر أقبل من الصحراء ليختبر أمره. ويقال أنه كان مضمرا لعزله وتولية غيره. فأحس يوسف بذلك فشاور زوجته زينب بنت اسحق - وكان قد تزوجها بعد أبي بكر بن عمر- فقالت له :إن ابن عمك متورع عن سفك الدماء، فإذا لقيته فاترك ما كان يعهده منك من الأدب والتواضع معه وأظهر أثر الترفع والاستبداد حتى كأنك مساو له، ثم لاطفه مع ذلك بالهدايا من الأموال والخلع وسائر طرف المغرب واستكثر من ذلك، فإنه بأرض صحراء وكل ماجلب إليه من هنا فهو مستطرف لديه فلما قرب أبو بكر بن عمر من أعمال المغرب خرج إليه يوسف بن تاشفين فلقيه على بعد، وسلم وهو راكب سلاما مختصرا. ولم ينزل له ولا تأدب معه الأدب المعتاد، فنظر أبو بكر إلى كثرة جيوشه فقال له :يايوسف ما تصنع بهذه الجيوش ؟ قال : أستعين بها على من خالفني، فارتاب أبو بكر به ثم نظر إلى ألف بعير قد أقبلت موقرة فقال :ما هذه الإبل الموقرة؟ قال :أيها الأمير اني قد جئتك بكل ما معي من مال وأثاث وطعام وإدام لتستعين به على بلاد الصحراء، فازداد أبو بكر تعرفا من حاله وعلم أنه لايتخلى له عن الأمر فقال له يابن عم : انزل أوصيك، فنزلا معا وجلسا فقال أبو بكر : اني قد وليتك هذا الأمر وإني مسؤول عنه فاتق الله في المسلمين واعتقني واعتق نفسك من النار ولا تضيع من أمور رعيتك شيئا فانك مسؤول عنه. والله يصلحك ويمدك ويوفقك للعمل الصالح والعدل في رعيتك وهو خليفتي عليك وعليهم، ثم ودعه وانصرف إلى الصحراء فأقام بها مواظبا على مجاهدا في كفار السودان إلى أن استشهد من سهم مسموم أصابه في شعبان سنة ثمانين وأربعمائة بعد أن استقام له أمر الصحراء كافة إلى جبال الذهب من بلاد السودان والله غالب على أمره.
ولما استقر بها تزوج زينب بنت اسحق النفزاوية -التي كانت تحت أبي بكر بن عمر- فكانت عنوان سعده، والقائمة بملكه، والمدبرة لأمره، والفاتحة عليه بحسن سياستها لأكثر بلاد المغرب، ومن ذلك إشارتها عليه في أمر أبي بكر بن عمر في أمر ملاقاته حسبما ذكرناه آنفا. وهكذا كان أمرها في كل ماتحاوله.
قال عنها المؤرخ أحمد بن خالد الناصري في كتابه الاستقصا: «فكانت عنوان سعده، والقائمة بمكله، والمدبرة لأمره، والفاتحة عليه بحسن سياستها لأكثر بلاد المغرب». ونقل عن ابن الأثير في الكامل: «كانت من أحسن النساء ولها الحكم في بلاد زوجها ابن تاشفين». وأورد بعض أخبارها في الاستقصا
ذكر ابن خلدون في كتابه (تاريخ ابن خلدون): «حتى إذا ارتحل إلى الصحراء سنة ثلاث وخمسين وأربعمائة واستعمل ابن عمه يوسف بن تاشفين على المغرب، نزل له عن زوجه زينب هذه فكان لها رياسة أمره وسلطانه، وما أشارت إليه عند مرجع أبي بكر من الصحراء في إظهار الاستبداد حتى تجافى عن منازعته، وخلص ليوسف بن تاشفين ملكه كما ذكرناه في أخبارهم.»

## وفاتها
اختلفت المصادر في تحديد سنة وفاتها، ذكر ابن أبي زرع أنها توفيت عام (464هـ/1071م) وهو ما يتعارض مع ما أورده المؤرخ ابن عذاري الذي قال أنه في سنة (469هـ/1076م) انجبت زينب للأمير يوسف ولده الفضل لكنه لم يذكر تاريخ وفاتها. بينما أورد ابن الاثير بعض أخبارها في حوادث عام (500هـ/1006م) في حين يرجح أحد الباحثين المعاصرين أنها توفيت ما بين (472-474 هـ / 1079-1081 م).

## وصلات خارجية
- زينب النفزاوية من موقع المعرفة من موقع قناة الجزيرة